# Acta Universitatis Sapientiae
Az Acta Universitatis Sapientiae a Sapientia Erdélyi Magyar Tudományegyetem angol nyelvű szakfolyóirata, amelynek több sorozata van. A sorozatok közül néhánynak hagyományos latin neve van, másoknak pedig angol. Az első sorozatok 2008-2009-ben jelentek meg. Néhány ezek közül már nemzetközi adatbázisokba is bekerült.
A szerkesztőség 2015-ben a következő sorozatokat jelenteti meg:
- Alimentaria
- Communicatio
- Informatica
- Mathematica
- Philologica
- Agriculture and Environment
- Economics and Business
- Electrical and Mechanical Engineering
- European and Regional Studies
- Film and Media Studies
- Legal Studies
- Social Analysis

A fő szerkesztőbizottság tagjai
2008–2019:
Dávid László – főszerkesztő; Kása Zoltán; Kelemen András; Nistor Laura (2008–2014 között Biró A. Zoltán); Pethő Ágnes; Veress Emőd
2020-ban:
Dávid László – főszerkesztő; Balog Adalbert – helyettes főszerkesztő; Sorbán Angella – menedzser; Farkas Csaba; Kása Zoltán; Nistor Laura; Pethő Ágnes
2021-től:
Tonk Márton – főszerkesztő; Balog Adalbert – helyettes főszerkesztő; Sorbán Angella – menedzser; Farkas Csaba; Kása Zoltán; Nistor Laura; Pethő Ágnes
A folyóirat neve Tonk Sándor első rektortól származik, az első főszerkesztője pedig Bege Antal volt.